# Poecilopsis cuprea
Poecilopsis cuprea là một loài bướm đêm trong họ Geometridae.